# العجيل (الرقة)
العجيل قرية سورية تتبع ناحية السبخة في منطقة مركز الرقة في محافظة الرقة. بلغ عدد سكانها 313 نسمة في عام 2004 حسب إحصاء المكتب المركزي للإحصاء.